# Triatlo nos Jogos Pan-Americanos de 2019
As competições de triatlo nos Jogos Pan-Americanos de 2019 em Lima, Peru, ocorreram nos dias 27 e 29 de julho na Praia de Água Doce. O triatlo é um esporte que combina três modalidades distintas, nas quais os competidores disputam visando obter o melhor tempo geral. Nos dois dias de competição, os triatletas iniciaram competindo 1,5 quilômetro de natação em mar aberto na praia de Água Doce e, em seguida, transitaram para o ciclismo, em um percurso de quarenta quilômetros até a praia Los Pavos. Por fim, os triatletas percorreram dez quilômetros em corrida até o desfecho na Marina Club. Nesta edição, houve a estreia da prova de revezamento misto nos Jogos Pan-Americanos. Vinte delegações nacionais competiram nos três eventos da modalidade, sendo 29 triatletas na prova individual feminina, 32 na masculina e 10 equipes de quatro pessoas no revezamento misto. Nenhuma das três provas do Pan de 2019 contabilizou pontos na classificação olímpica para os jogos de Tóquio, em 2020.
No primeiro evento realizado, a prova feminina, as brasileiras Luisa Baptista e Vittória Lopes conquistaram a medalha de ouro e prata, respectivamente. O pódio foi completado pela mexicana Cecilia Pérez. Poucas horas depois, o México venceu a competição masculina com Crisanto Grajales, que se tornou bicampeão pan-americano. Grajales foi seguido pelo brasileiro Manoel Messias e pelo argentino Luciano Franco Taccone. No último dia, o Brasil venceu o revezamento misto, Canadá ficou com a prata e México com o bronze, completando o pódio.

## Antecedentes
O triatlo estreou nos Jogos Pan-Americanos de 1995, em Mar del Plata. Até a edição de 2019, os Estados Unidos lideravam com onze medalhas conquistadas, sendo cinco ouros: Karen Smyers (1995), Hunter Kemper (2003), Andy Potts e Julie Ertel (2007), e Sarah Haskins (2011). Canadá e Brasil aparecem nas posições seguintes, os canadenses mantém vantagem com uma prata e três bronzes a mais do que os brasileiros. México e Chile prosseguem com uma medalha de ouro e uma de prata cada; contudo, o bronze de Irving Pérez em 2015 coloca os mexicanos à frente. O quadro de medalhas é completado com Venezuela (um ouro), Argentina (dois bronzes), e Bermudas (um bronze).
O revezamento misto foi incluído no programa dos Jogos Pan-Americanos nesta edição de 2019 como consequência da reforma que o Comitê Olímpico Internacional fez no programa olímpico nos dias prévios aos Jogos Olímpicos de Verão de 2016.
Visando o bom desempenho dos atletas e a decorrência sem interferências, o Comitê Organizador e a Polícia Nacional do Peru executaram um planejamento que resultou no fechamento de avenidas e ruas envolvidas nos eventos. Algumas ruas alternativas foram divulgadas para a locomoção dos cidadãos e turistas, assim como a recomendação para não interferir no circuito e evitar as estradas fechadas. O Comitê também divulgou outras recomendações, como não jogar objetos no percurso, bem como água nos atletas e não levar animais de estimação para os eventos.

## Qualificação
Nesta edição, os eventos individuais do triatlo foram planejados para serem disputados por setenta triatletas (35 no feminino e 35 no masculino). Na distribuição de vagas para as disputas, foram estabelecidas quotas destinadas aos comitês nacionais e não aos esportistas individualmente. Pelo sistema da qualificação, os comitês nacionais obtiveram, no geral, a quota de até dois triatletas por gênero, porém, poderia haver o máximo de cinco comitês com três competidores por gênero. Assim cada comitê escolheu, a partir de critérios próprios, os triatletas para compor sua delegação enviada ao Pan de Lima.
O Peru, como país-sede, obteve automaticamente quatro vagas (duas por gênero). As demais vagas (66, ou 33 por gênero) foram definidas a partir de competições de revezamento misto (14 vagas por gênero), da posição individual de triatletas na classificação mundial da União Internacional de Triatlo no dia 30 de abril de 2019 (16 vagas por gênero) e de convites feitos pela Confederação Americana de Triatlo (CAMTRI) (três vagas por gênero).
Em 2018, os eventos de revezamento misto nos Jogos Sul-Americanos e Centro-Americanos e do Caribe qualificaram duas vagas por gênero para Brasil e México, respectivamente, por terem obtido a medalha de ouro nessas provas. No mesmo ano, Argentina, Canadá e Estados Unidos garantiram duas por gênero no Campeonato Pan-Americano de Revezamento Misto, por estarem entre os cinco melhores que completaram as etapas do campeonato.

## Eventos
Os eventos do triatlo foram programados para dois dias do calendário do Pan de Lima: um dia para as competições individuais, logo após a cerimônia de abertura (ocorrida no dia 26 de julho), e outro para a competição por equipes. O primeiro evento foi o da elite feminina às 10 horas (horário local) do sábado, 27 de julho, seguido pela elite masculina às 13 horas (horário local) e finalmente, já na segunda-feira, 29 de julho, o revezamento misto com início às 9 horas (horário local).
| Julho/Agosto         | 24 | 25 | 26 | 27 | 28 | 29 | 30 | 31 | 1 | 2 | 3 | 4 | 5 | 6 | 7 | 8 | 9 | 10 | 11 |
| -------------------- | -- | -- | -- | -- | -- | -- | -- | -- | - | - | - | - | - | - | - | - | - | -- | -- |
| Individual feminino  |    |    |    | 1  |    |    |    |    |   |   |   |   |   |   |   |   |   |    |    |
| Individual masculino |    |    |    | 1  |    |    |    |    |   |   |   |   |   |   |   |   |   |    |    |
| Revezamento misto    |    |    |    |    |    | 1  |    |    |   |   |   |   |   |   |   |   |   |    |    |
| Triatlo (total)      |    |    |    | 2  |    | 1  |    |    |   |   |   |   |   |   |   |   |   |    |    |

|  | Dia de competição |  | Dia de final |

O local dos eventos foi principalmente a Praia de Água Doce, no distrito de Chorrillos, mas também se estendeu até a praia Los Pavos, no distrito de Barranco. O circuito das três disciplinas do triatlo foi preparado em um traçado na região do Circuito de Praias da Costa Verde, uma avenida de orla que conecta essas praias. Como um espaço aberto, os eventos tinham capacidade ilimitada de público e puderam ser acompanhados gratuitamente.
Assim, o triatlo individual feminino estreou no dia 27 de julho, abrindo a participação desse esporte nesta edição dos Jogos Pan-Americanos. A brasileira Vittória Lopes liderou a transição de natação e ciclismo, enquanto que sua compatriota Luisa Baptista se manteve na oitava posição. Esta última, contudo, avançou sete posições na corrida e ultrapassou Vittória Lopes no trecho final do percurso. A mexicana Cecilia Pérez, por sua vez, completou o pódio ao conquistar a medalha de bronze. As conquistas das brasileiras representaram as duas primeiras medalhas do país nesta edição do evento multiesportivo, sendo que Luisa Baptista se tornou a primeira brasileira a conquistar a medalha de ouro na história do triatlo nos Jogos Pan-Americanos.
No mesmo dia, o triatlo masculino foi realizado. Na primeira transição, o canadense Charles Paquet assumiu a liderança com 18 minutos e 26 segundos, mas perdeu posições no decorrer da competição. O mexicano Crisanto Grajales, por sua vez, terminou a prova com uma hora, cinquenta minutos e trinta e nove segundos. Este tempo foi suficiente para que o triatleta vencesse a competição, conquistando o ouro, repetindo seu feito nos Jogos Pan-Americanos de 2015 em Toronto. Dezesseis segundos depois, o brasileiro Manoel Messias encerrou a prova na segunda posição. Por fim, o argentino Luciano Franco Taccone, que havia terminado a segunda transição na primeira colocação, completou o pódio com a medalha de bronze.
Dois dias depois, o revezamento misto foi realizado. Na estreia da modalidade, a brasileira Luisa Baptista saiu das águas na primeira colocação, mas perdeu posições no ciclismo. O brasileiro Kauê Willy também foi ultrapassado, desta vez na natação; contudo, Vittória Lopes reassumiu a liderança que foi mantida por Manoel Messias até o final da prova. O quarteto canadense, que estava disputando a primeira colocação com o brasileiro, terminou conquistando a prata, enquanto que o México ficou com a terceira posição.
| Pos.               | Triatleta               | Tempo   | Dif.   |
| ------------------ | ----------------------- | ------- | ------ |
| Medalha de ouro    | BRA Luisa Baptista      | 2:00:55 | —      |
| Medalha de prata   | BRA Vittoria Lopes      | 2:01:27 | +0:33  |
| Medalha de bronze  | MEX Cecilia Pérez       | 2:02:07 | +1:13  |
| 4                  | USA Sophie Chase        | 2:02:28 | +1:34  |
| 5                  | CHI Bárbara Díaz        | 2:02:42 | +1:48  |
| 6                  | COL Lina Prieto         | 2:02:58 | +2:04  |
| 7                  | CUB Leslie Alvarez      | 2:03:19 | +2:25  |
| 8                  | MEX Claudia Rivas       | 2:03:22 | +2:28  |
| 9                  | ARG Romina Biagioli     | 2:03:58 | +3:04  |
| 10                 | ECU Elizabeth Bravo     | 2:03:59 | +3:05  |
| 11                 | BRA Beatriz Neres       | 2:04:49 | +3:55  |
| 12                 | MEX Jessica Tinoco      | 2:06:08 | +5:13  |
| 13                 | CAN Karol-Ann Roy       | 2:06:20 | +5:26  |
| 14                 | USA Avery Evenson       | 2:08:20 | +7:26  |
| 15                 | CHI Macarena Ezquerra   | 2:08:38 | +7:44  |
| 16                 | USA Mary England        | 2:10:12 | +9:18  |
| 17                 | ECU Paula Andrade       | 2:12:12 | +11:18 |
| 18                 | ARG Delfina Álvarez     | 2:12:14 | +11:20 |
| 19                 | CRC Raquel Solis        | 2:14:51 | +13:57 |
| 20                 | PER Ada Mejia           | 2:15:04 | +14:10 |
| 21                 | BER Erica Hawley        | 2:15:44 | +14:50 |
| 22                 | CUB Daniela Vega        | 2:17:04 | +16:10 |
| 23                 | VEN Genesis Ruiz        | 2:18:21 | +17:26 |
| 24                 | GUA Barbara D. Rabanale | 2:20:29 | +19:35 |
| 25                 | GUA Barbara M. Rabanale | 2:20:41 | +19:47 |
| 26                 | CHI Catalina Ezquerra   | 2:23:16 | +22:22 |
|                    | COL Diana Franco        | DNF     | —      |
| DOM Camila Taveras | DNF                     | —       |        |
| PER Blanca Montoya | DNF                     | —       |        |

| Pos.               | Triatleta             | Tempo   | Dif.   |
| ------------------ | --------------------- | ------- | ------ |
| Medalha de ouro    | MEX Crisanto Grajales | 1:50:39 | —      |
| Medalha de prata   | BRA Manoel Messias    | 1:50:55 | +0:16  |
| Medalha de bronze  | ARG Luciano Taccone   | 1:51:03 | +0:25  |
| 4                  | MEX Irving Pérez      | 1:51:06 | +0:27  |
| 5                  | USA William Huffman   | 1:51:09 | +0:30  |
| 6                  | CAN Charles Paquet    | 1:51:25 | +0:46  |
| 7                  | ECU Juan Figueroa     | 1:51:37 | +0:58  |
| 8                  | CHI Gaspar Diaz       | 1:51:41 | +1:02  |
| 9                  | BRA Diogo Sclebin     | 1:51:49 | +1:10  |
| 10                 | BAR Matthew Wright    | 1:52:00 | +1:21  |
| 11                 | CHI Luis Rojas        | 1:52:02 | +1:23  |
| 12                 | USA Austin Hindman    | 1:52:03 | +1:24  |
| 13                 | BRA Kauê Willy        | 1:52:12 | +1:33  |
| 14                 | CHI Diego Chamorro    | 1:52:31 | +1:52  |
| 15                 | USA Jason West        | 1:53:19 | +2:40  |
| 16                 | MEX Edson Ruiz        | 1:53:30 | +2:51  |
| 17                 | ARG Martin Bedirian   | 1:53:54 | +3:15  |
| 18                 | ECU Ramon Alava       | 1:54:30 | +3:52  |
| 19                 | CAN Richard Forbes    | 1:56:16 | +5:37  |
| 20                 | CUB Michel Gonzalez   | 1:57:37 | +6:58  |
| 21                 | URU Federico Savecki  | 1:58:25 | +7:46  |
| 22                 | CUB Victor De la Hoz  | 1:58:36 | +7:57  |
| 23                 | PER Rodrigo Mejia     | 2:00:42 | +10:03 |
| 24                 | PER José De la Torre  | 2:01:02 | +10:23 |
| 25                 | PAN Petter Vega       | 2:02:24 | +11:45 |
| 26                 | PAN Billy Gordon      | 2:04:00 | +13:21 |
| 27                 | GUA Gerardo Pontaza   | 2:04:50 | +14:11 |
| 28                 | BOL Alejandro Madde   | 2:09:26 | +18:47 |
|                    | COL Carlos Forero     | DNF     | —      |
| COL Brian Manrique | DNF                   | —       |        |
| BIZ Jordan Santos  | DNF                   | —       |        |
| ESA Ricardo García | DNF                   | —       |        |

| Pos.              | Equipe de triatletas | Tempo   |
| ----------------- | -------------------- | ------- |
| Medalha de ouro   | BRA Brasil           | 1:20:34 |
| Medalha de prata  | CAN Canadá           | 1:20:51 |
| Medalha de bronze | MEX México           | 1:20:57 |
| 4                 | USA Estados Unidos   | 1:21:10 |
| 5                 | ECU Equador          | 1:22:47 |
| 6                 | COL Colômbia         | 1:22:53 |
| 7                 | ARG Argentina        | 1:23:34 |
| 8                 | CHI Chile            | 1:26:30 |
| 9                 | CUB Cuba             | 1:27:29 |
| 10                | PER Peru             | 1:31:36 |

Legenda
| Recorde mundial                  | Recorde mundial (World record)               |                       | Recorde africano                      | Recorde africano (African) |                                           | Q | Classificado por posição (Qualified) |
| Recorde dos Jogos Pan-Americanos | Recorde pan-americano (Pan-American record)  | Recorde da América    | Recorde da América (Americas)         | q                          | Classificado por melhor tempo (Qualified) |   |                                      |
| Melhor marca do ano              | Melhor marca do ano (World leading)          | Recorde asiático      | Recorde asiático (Asian)              | DNS                        | Não largou (Did not start)                |   |                                      |
| Recorde nacional                 | Recorde nacional (National record)           | Recorde europeu       | Recorde europeu (European)            | DNF                        | Não terminou (Did not finish)             |   |                                      |
| Recorde pessoal                  | Recorde pessoal do atleta (Personal best)    | Recorde da Oceania    | Recorde da Oceania (Oceania)          | DSQ / DQ                   | Desclassificado (Disqualified)            |   |                                      |
| Recorde da temporada             | Recorde da temporada do atleta (Season best) | Recorde sul-americano | Recorde sul-americano (South America) | NM                         | Sem marca (No mark)                       |   |                                      |

## Medalhistas

Triatletas brasileiros que conquistaram a medalha de ouro no revezamento misto. O país liderou o quadro de medalhas com dois ouro e duas pratas

A triatleta brasileira Luisa Baptista ganhou duas medalhas de ouro, uma na prova feminina e outra por integrar o quarteto vencedor do revezamento misto. O mexicano Crisanto Grajales conquistou o ouro no triatlo individual masculino e o bronze por integrar a equipe do revezamento misto. Os também brasileiros Manoel Messias e Vittória Lopes conquistaram a prata em suas respectivas provas individuais e o ouro do revezamento misto, ao lado também de Kauê Willy, quarto integrante do quarteto brasileiro. A medalha de prata no revezamento ficou com a equipe de triatletas canadenses Desirae Ridenour, Charles Paquet, Hannah Rose Henry e Alexis Lepage. Cecilia Pérez, triatleta mexicana, conseguiu a medalha de bronze na prova individual feminina e, ao lado dos compatriotas Crisanto Grajales, Claudia Rivas e Irving Pérez, o bronze do revezamento. Já o argentino Luciano Franco Taccone ficou com o bronze no masculino individual.
| Evento            | Ouro                                                               | Prata                                                                      | Bronze                                                                |
| ----------------- | ------------------------------------------------------------------ | -------------------------------------------------------------------------- | --------------------------------------------------------------------- |
| Feminino          | Luisa Baptista BRA Brasil                                          | Vittória Lopes BRA Brasil                                                  | Cecilia Pérez MEX México                                              |
| Masculino         | Crisanto Grajales MEX México                                       | Manoel Messias BRA Brasil                                                  | Luciano Franco Taccone ARG Argentina                                  |
| Revezamento misto | Luisa Baptista Kauê Willy Manoel Messias Vittória Lopes BRA Brasil | Desirae Ridenour Charles Paquet Hannah Rose Henry Alexis Lepage CAN Canadá | Cecilia Pérez Crisanto Grajales Claudia Rivas Irving Pérez MEX México |

## Quadro de medalhas
Nesta edição, o Brasil encerrou na liderança do quadro de medalhas desse esporte, com medalhas nos três eventos, inclusive dois ouros. O México conseguiu a medalha de ouro no individual masculino e o bronze com a equipe de revezamento. O Canadá ficou com a medalha de prata no revezamento misto, enquanto a Argentina terminou com o bronze da prova masculina.
| Ordem | País          | Medalha de ouro | Medalha de prata | Medalha de bronze |   |
| ----- | ------------- | --------------- | ---------------- | ----------------- | - |
| 1     | BRA Brasil    | 2               | 2                |                   | 4 |
| 2     | MEX México    | 1               |                  | 2                 | 3 |
| 3     | CAN Canadá    |                 | 1                |                   | 1 |
| 4     | ARG Argentina |                 |                  | 1                 | 1 |
| TOTAL | TOTAL         | 3               | 3                | 3                 | 9 |